# Michelle Rocca
Pour les articles homonymes, voir Rocca.
Michelle Rocca, née en 1961 à Dublin, est une mannequin, présentatrice de télévision et reine de beauté irlandaise qui a notamment remporté le concours Miss Irlande en 1980.

## Biographie
Dans les années 1980, Michelle Rocca devient présentatrice de télévision sur la RTE (télévision irlandaise). Le 30 avril 1988, elle présente le Concours Eurovision de la chanson, remporté cette année-là par Céline Dion pour la Suisse avec la chanson Ne partez pas sans moi.